# Pachamama

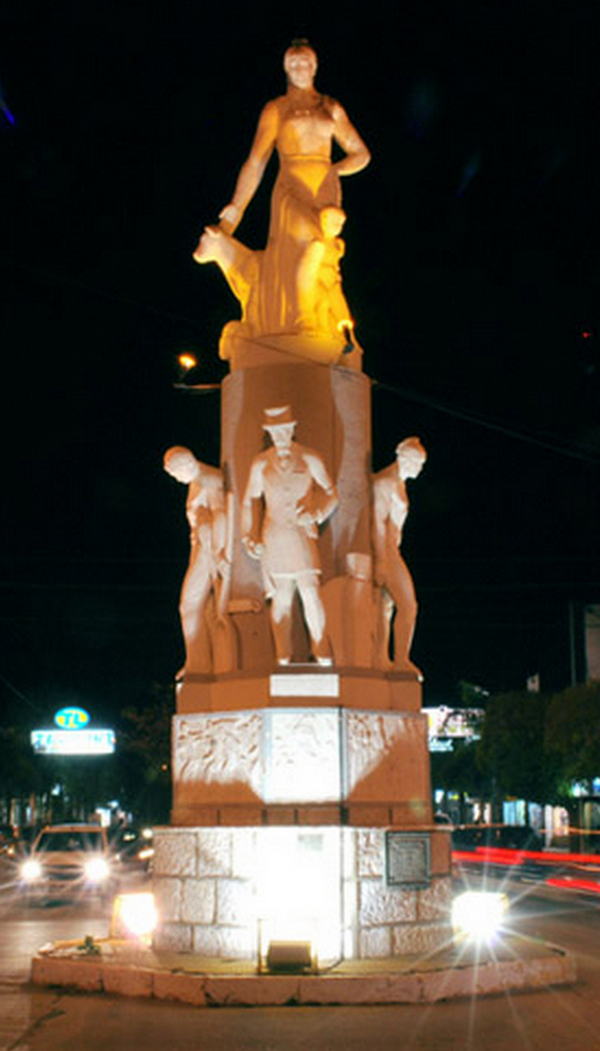
Monumento de la Pachamama en Morteros, Córdoba (Argentina) realizada por Miguel Pablo Borgarello. La estatua es una visión occidental de la Pachamama.

Pachamama (también conocida como Mamapacha o Mama Pacha; en quechua: Pacha Mama) es la deidad andina personificación de la Tierra, venerada por los pueblos de Los Andes. En la mitología y religión incaica, es una diosa de tipo "Madre Tierra", vinculada con la fertilidad, la siembra y la cosecha. También se le atribuye el poder de encarnar las montañas y provocar terremotos. Se considerada una deidad omnipresente con un poder creador, capaz de mantener la vida.
Desde la cosmología andina, Pachamama es uno de los cuatro principios fundamentales junto con el agua, la tierra, el sol y la luna.  Era una de las Cuatro Madres elementales, junto con Mama Cocha (diosa de las aguas), Mama Nina (diosa del fuego) y Mama Wayra (diosa del viento). En diversos mitos, se la describe como esposa de Pachacámac y madre de Mama Quilla (la diosa de la luna) e Inti (el dios del sol). Se le atribuye el rol de madre del mundo, de la cual proviene el sustento material y espiritual de los seres humanos.
En la cosmogonía andina, Pachamama trasciende la condición terrestre y se asocia con una unidad espacio-temporal o con estados de consciencia denominados «Pachakuna».
A lo largo de la historia, la Pachamama ha sido honrada en diversos santuarios, como rocas sagradas y troncos de árboles legendarios. Su representación artística más común es la de una mujer adulta que lleva cosechas de papas y hojas de coca. Los sacerdotes andinos realizaban ofrendas, sacrificando llamas, cuyes y prendas elaboradas en miniatura en su honor.
Tras la colonización española, la figura de Pachamama fue fusionado con la Virgen María en un proceso de sincretismo religioso. En la actualidad, muchos pueblos indígenas de América del Sur vinculan sus preocupaciones ambientales con el respeto por la Pachamama.

## Etimología
Pachamama, usualmente traducido como «Madre Tierra», puede interpretarse de manera más literal como «Madre del mundo» en quechua y aimara. Es una deidad de gran relevancia en las cosmovisiones andinas, y se la nombra principalmente como Pachamama, aunque también recibe otras denominaciones, como Mama Pacha o Madre Tierra.
El término pacha, en aimara y quechua, posee un significado amplio que incluye conceptos como ‘mundo, universo, espacio, tiempo, totalidad, época’. De esta raíz derivan expresiones como pacha kununuy (‘temblor de tierra con fuerte ruido’), pachamit'a (‘parte del tiempo’, cada una de las cuatro estaciones en que se divide un año) y pacha k'anchay (‘luz del cosmos’, relacionada con la luz solar o celeste). El término mama se traduce simplemente como «madre».

## Descripción de la Pachamama

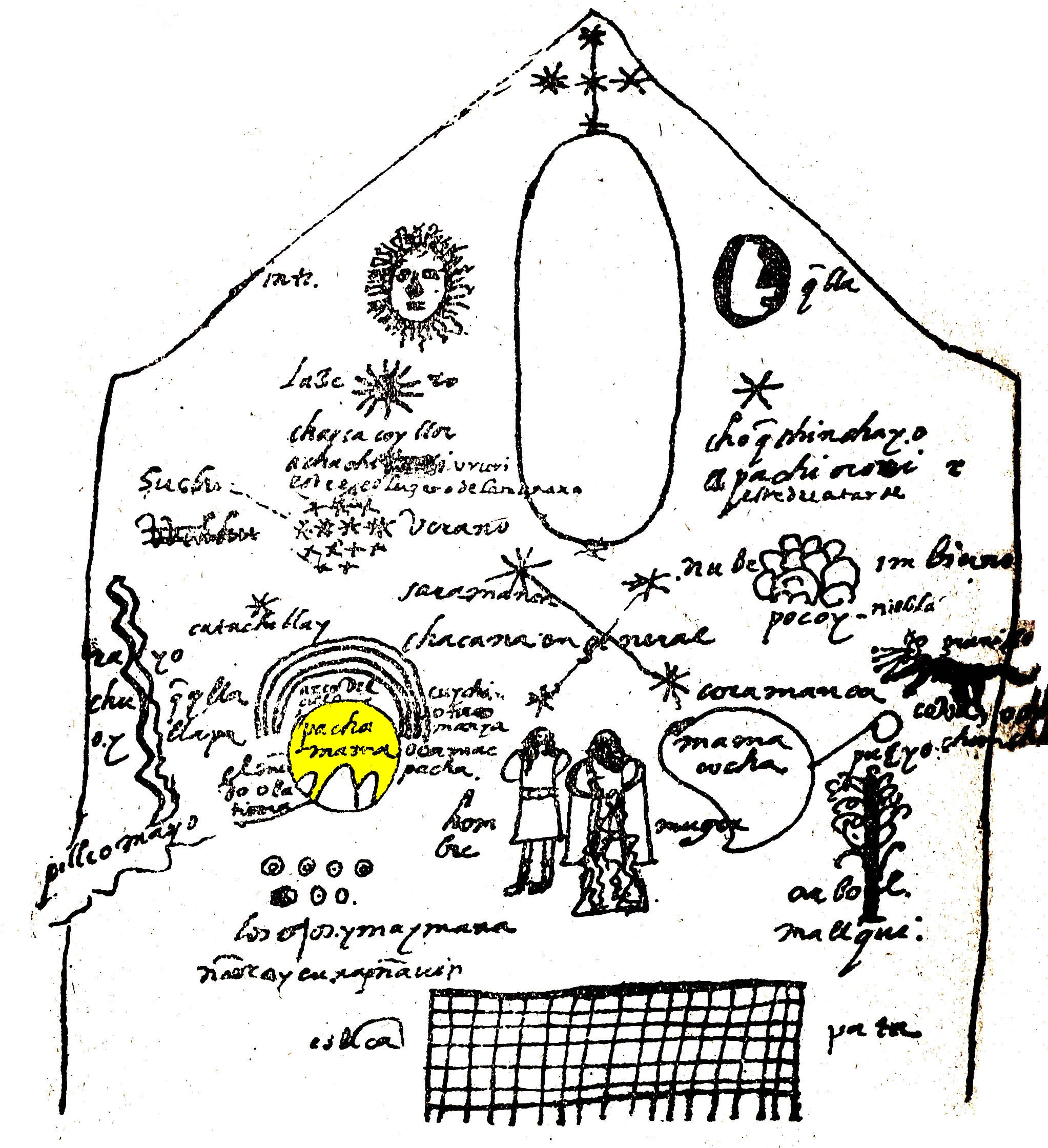
Representación en el de la cosmovisión incaica hecha por Juan de Santa Cruz Pachacuti Yamqui Salcamayhua.

La divinidad de la Pachamama (Madre Tierra) representa a la Tierra, pero no solo el suelo o la tierra geológica, como tampoco solo la naturaleza; es todo en su conjunto. No está localizada en un lugar, pero se concentra en manantiales, vertientes, o apachetas. Es una deidad inmediata y cotidiana, que actúa por presencia y con la cual se dialoga, ya sea pidiéndose sustento o disculpándose por alguna falta cometida en contra de la Tierra y por todo lo que nos provee.
Es una diosa normalmente amorosa y generosa, pero puede ser terrible, cruel y destructora cuando se molesta o se siente herida, capaz de acabar con los hombres y todo lo que se encuentre sobre o dentro de ella. Pachamama es una diosa antigua y primordial que no necesita templos ni lugares específicos de adoración, aunque le gustan los manantiales, simple y llanamente porque está en todas partes y en todos los tiempos.
Pachamama, “Madre Tierra” o del “Cosmos”, es el todo en su conjunto. El todo en estas tradiciones es más que la suma de las partes (similar a la Teoría Gestáltica Psicológica). Lo que afecta a las partes afecta al todo y viceversa (Teoría Sistémica). Pachamama según la cosmovisión andina está presente en todo y en todas partes (espacio/tiempo), de allí que su visión es holística (Teoría Holística), porque en el mundo-hombre lo que incide en uno de sus elementos, afecta necesariamente al resto. Como los órganos son indispensables en el organismo vivo, el organismo está presente en cada uno de los órganos (interdependencia). Se trata de un mundo comunitario y solidario en el que no cabe exclusión alguna. Cada quién (ya sea un hombre, un árbol, una piedra) es tan importante como cualquier otro. El holismo de la pachamama es propio de un mundo colectivista, afectado de un sentimiento de pertenencia: uno sabe siempre que es miembro de una comunidad con cuya pertenencia se siente íntimamente comprometido. Esta comunidad vive en nosotros (“Ayllu”). Es así como se vive la experiencia de unidad de la vida propia con la vida toda del mundo-humano andino.
La cultura andina está asociada a las estrellas; hicieron de las constelaciones trazos imaginados para representar las fuerzas o energías que favorecen la fecundidad de todo cuanto hay en la biosfera. La fertilidad es un tema vital para los andinos, pues se extiende al florecer de los cultivos, la llegada de la primavera y la reproducción de los animales. Pachamama poseen el rol de madre cósmica; de la fertilidad de Pachamama nace el cosmos, la tierra es fecundada y luego florece.
La pachamama con su fuerza telúrica crea todo lo existente mientras que el principio fecundador de pachatata posee su propia y pura energía cósmica no visible para el ojo humano.
Pachamama suele manifestarse a través de otras deidades, por ejemplo, Blas Valera en su manuscrito "Exsul Immeritus Blas Valera Populo Suo" menciona a la diosa Allpacamasca (Allpamama) como "la tierra animada" que representa con una carita femenina de color tierra, es decir un aspecto vivo y fertilizador de la diosa Pachamama, Sumac Ñusta otro aspecto de Pachamama, nos sugiere la capacidad de cada ñusta de conectar el cielo con la tierra a través de su acto sexual con Inti, el Inca, el sol en la tierra; con esto se cuenta por lo menos tres diversificaciones: Pachamama, Allpacamasca y Sumac Ñusta.
No es una deidad creadora sino protectora y proveedora; cobija a los seres humanos, posibilita la vida y favorece la fecundidad y la fertilidad. A cambio de esta ayuda y protección, el pastor de la Puna Meridional está obligado a ofrendar a la Pacha parte de lo que recibe, no solo en los momentos y sitios predeterminados por el ritual sino, en todos los acontecimientos culturales significativos, configurándose así una suerte de reciprocidad. Sin embargo se la considera con una faz negativa: la Pachamama tiene hambre frecuente y si no se la nutre con las ofrendas o si se la ofende, provoca enfermedades.
En la cosmogonía andina, Pachamama es vista en un ser tutelar que trasciende la condición terrestre y se asocia con una unidad espacio-temporal o con estados de consciencia denominados «Pachakuna»., que incluyen: Hawa Pacha «Espacio-tiempo de afuera o exterior»; el «Hanan Pacha «Espacio-tiempo superior»; el Haqay Pacha «Más allá del espacio-tiempo»; Kay Pacha «El aquí y ahora» «Este espacio tiempo»; el Hurin Pacha «Espacio-tiempo inferior» y el Uku Pacha «Espacio-tiempo de adentro o interior».

### Historia de su culto
Los quechuas, los aymaras y otras etnias de la región andina realizan ancestrales ofrendas en su honor, sacrificando entre otras cosas camélidos para derramar su sangre. Entre otros objetos se ofrecen hojas de coca, conchas marinas mullu y sobre todo el feto de la llama, según una creencia para fertilizar la tierra sin que faltara jamás la cosecha. Este tipo de ofertorio suele llamarse en los Andes centromeridionales «corpachada».
La Pachamama, más las deidades Mallku y Amaru, conforman la trilogía de la percepción aimará sociedad-naturaleza; y sus cultos son las formas más antiguas de celebración que los aimarás realizan. Después de la conquista española y la llegada del Catolicismo, la figura de la Virgen María fue equiparada a la de la Pachamama por muchas de las comunidades indígenas.
Se mantiene y conserva el sistema de creencias y rituales relacionados con la Pachamama, practicada por las comunidades quechuas y aimarás, y otros grupos étnicos que han recibido la influencia quechua-aimará, en las áreas andinas de Bolivia, Ecuador, Perú y Chile y en el noroeste occidental de Argentina. 
En Bolivia las creencias relacionadas con la cosmovisión andina y de veneración de la Pachamama se ve marcada muchísimo en acciones tradicionales inherentes al sincretismo cultural boliviano, un ejemplo concreto que se empezó a popularizar en países limítrofes con Bolivia por sus migrantes, es un estilo de challa simple, más gratificante hacia la Pachamama. Cada vez que se toma alguna bebida alcohólica, se ofrece y se echa la bebida al piso en forma simbólica como una retribución sinérgica con la Pachamama en sí.

### Ceremonia de la Pachamama

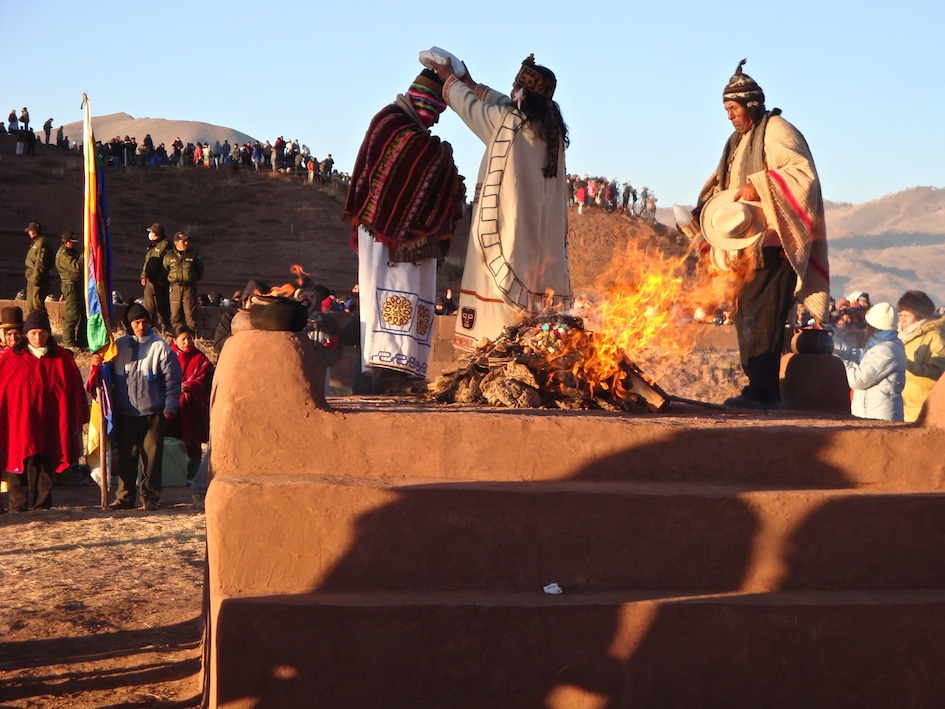
Ritual para la Pachamama en el año nuevo aimará, celebrado en Tiahuanacu, Bolivia

Esta ceremonia es un ritual a la Pachamama o fiesta de la Madre Tierra. y en Bolivia es llamada Challa o pago, que implica un acto de reciprocidad. Aunque se ha popularizado el primer día de agosto como día principal para su realización, de hecho se lo practica durante todo el mes, y en muchos lugares también el primer viernes de cada mes. Las ceremonias están a cargo de personas ancianas o de mayor autoridad moral dentro de cada comunidad. En el caso del pueblo aimará en Bolivia esta persona recibe el nombre de 'yatiri'.
Se realizan ceremonias a la Pachamama en ocasiones especiales, como al partir de viaje o al pasar por una apacheta. Según Mario Rabey y Rodolfo Merlino (antropólogos argentinos que han estudiado la cultura andina desde los años setenta a los noventa), «el ritual más importante es el challaco». Challaco es una deformación de los vocablos quechuas ch'allay y ch'allakuy, que se refieren a la acción de ‘rociar con insistencia’, 'aspergar'; en el lenguaje de los campesinos del sur de los Andes Centrales, la palabra challar se usa como sinónimo de ‘dar de comer y beber a la tierra’. El challaco, como se practica en la zona estudiada, abarca una compleja serie de pasos rituales que comienzan en las viviendas familiares la noche de la víspera, durante la cual se cocina una comida especial, la tijtincha, y que culminan en un ojo de agua o la toma de una acequia donde se realiza el ritual principal a la Pachamama, con una serie de ofrendas que incluyen comida, bebida, hojas de coca y cigarros.

## Rituales modernos

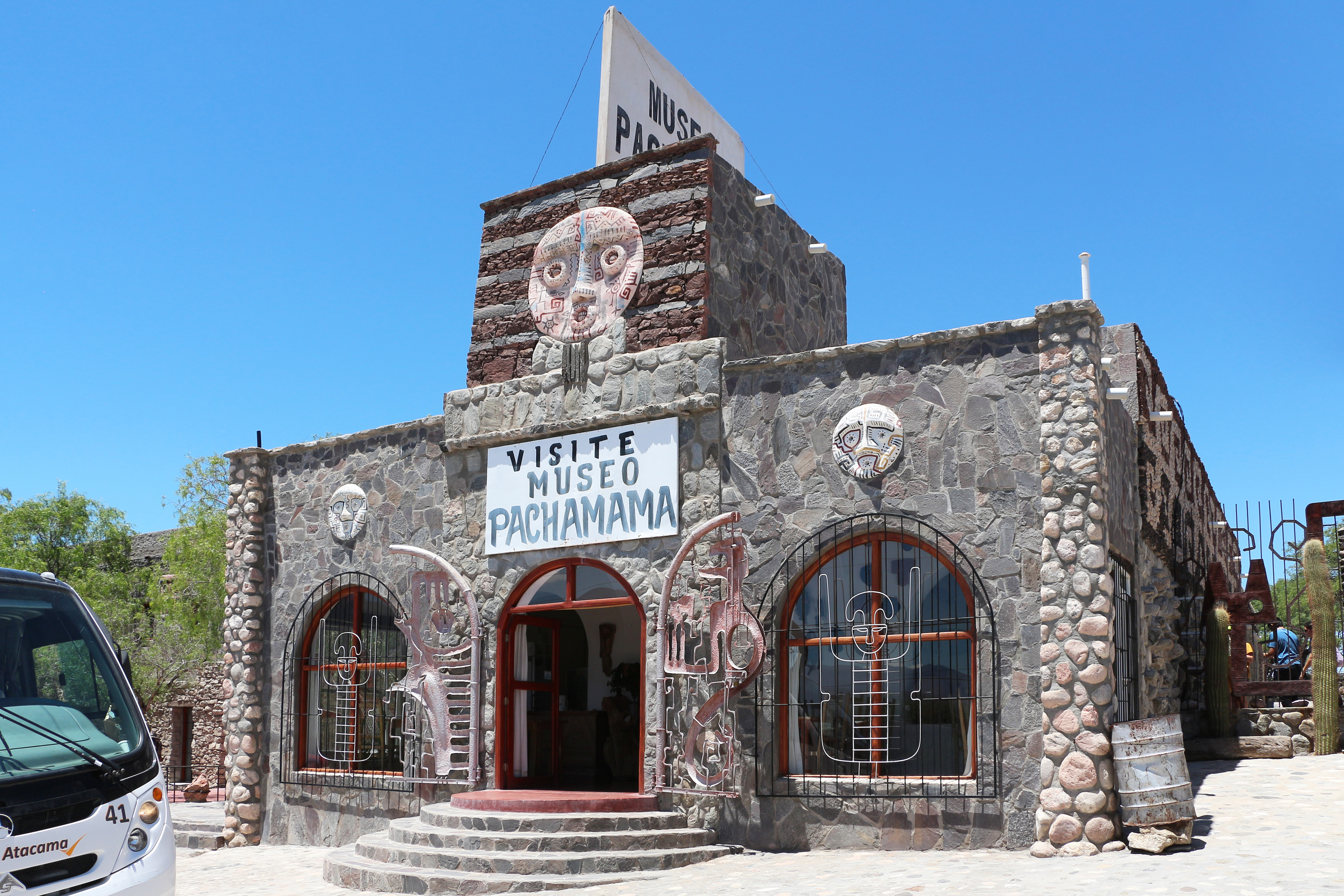
Museo Pachamama en Amaicha del Valle, Tucumán, Argentina

Pachamama y su hijo-esposo, Inti, son adorados como deidades benévolas en el área conocida como Tawantinsuyu. Tawantinsuyu es el nombre del antiguo Imperio Inca, y la región se extiende a través de las montañas andinas en lo que hoy es Bolivia, Ecuador, Chile, Perú y el noroeste de Argentina. La gente suele brindar un brindis en honor a la Pachamama antes de las reuniones y festividades. En algunas regiones, la gente realiza diariamente un tipo especial de libación conocida como challa. Derraman una pequeña cantidad de chicha en el suelo, para la diosa, y luego beben el resto.
Pachamama tiene un día de adoración especial llamado Martes de challa. La gente entierra comida, tira caramelos y quema incienso para agradecer a la Pachamama por sus cosechas. En algunos casos, los celebrantes ayudan a los sacerdotes tradicionales, conocidos como yatiris en aimará, a realizar ritos antiguos para traer buena suerte o la buena voluntad de la diosa, como sacrificar conejillos de indias o quemar fetos de llamas (aunque esto es raro hoy en día). El festival coincide con la festividad cristiana del martes de carnaval, también celebrada entre los católicos como Carnevale o Mardi Gras.

El ritual central de la Pachamama es la Challa o Pago (pago). Se lleva a cabo durante todo el mes de agosto, y en muchos lugares también el primer viernes de cada mes. Otras ceremonias se llevan a cabo en momentos especiales, como al salir de viaje o al pasar una Apacheta. Según Mario Rabey y Rodolfo Merlino, antropólogos argentinos que estudiaron la cultura andina desde la década de 1970 hasta la de 1990,
El ritual más importante es el challaco. El challaco es una deformación de las palabras quechuas 'ch'allay' y 'ch'allakuy', que se refieren a la acción de rociar insistentemente. En el lenguaje actual de los campesinos del sur de los Andes Centrales, la palabra challar se usa en el sentido de "alimentar y dar de beber a la tierra". El challaco abarca una compleja serie de pasos rituales que comienzan en las viviendas familiares la noche anterior. Cocinan una comida especial, la tijtincha. La ceremonia culmina en un estanque o riachuelo, donde el pueblo ofrece una serie de homenajes a la Pachamama, que incluyen "alimentos, bebidas, hojas de coca y puros.

### Rituales domésticos
Los rituales en honor a la Pachamama se llevan a cabo todo el año, pero son especialmente abundantes en agosto, justo antes de la temporada de siembra. Debido a que agosto es el mes más frío del invierno en el sur de los Andes, las personas se sienten más vulnerables a las enfermedades. Por tanto, agosto se considera un "mes complicado". Durante este tiempo, los andinos creen que deben estar en muy buenos términos con la naturaleza para mantenerse a sí mismos y a sus cultivos y ganado sanos y protegidos. Para hacer esto, las familias realizan rituales de limpieza quemando plantas, madera y otros artículos para asustar a los espíritus malignos, que se cree que son más abundantes en este momento. La gente también bebe mate (una bebida caliente sudamericana), que se cree que da buena suerte.
La noche anterior al 1 de agosto, las familias se preparan para honrar a la Pachamama cocinando toda la noche. El anfitrión de la reunión luego hace un agujero en el suelo. Si la tierra sale bien, significa que será un buen año; si no, el año no será abundante. Antes de que se permita comer a cualquiera de los invitados, el anfitrión debe entregar un plato de comida a la Pachamama. La comida que se dejó a un lado se vierte en el suelo y se recita una oración a la Pachamama.

### Desfile del domingo
Una de las principales atracciones de la fiesta de la Pachamama es el desfile dominical. El comité organizador del festival busca a la mujer más anciana de la comunidad y la elige "Reina Pachamama del Año". Esta elección ocurrió por primera vez en 1949. Las mujeres indígenas, en particular las mujeres mayores, son vistas como encarnaciones de la tradición y como símbolos vivos de sabiduría, vida, fertilidad y reproducción. La reina de la Pachamama que es elegida es escoltada por los gauchos, quienes rodean la plaza en sus caballos y la saludan durante el desfile dominical. El desfile del domingo se considera el punto culminante del festival.

## Pachakamac
Es el señor del cultivo, adorado sobre todo en la región costera. Su templo está ubicabo al sur de la ciudad de Lima, junto al río Lurín.

## Sincretismo religioso

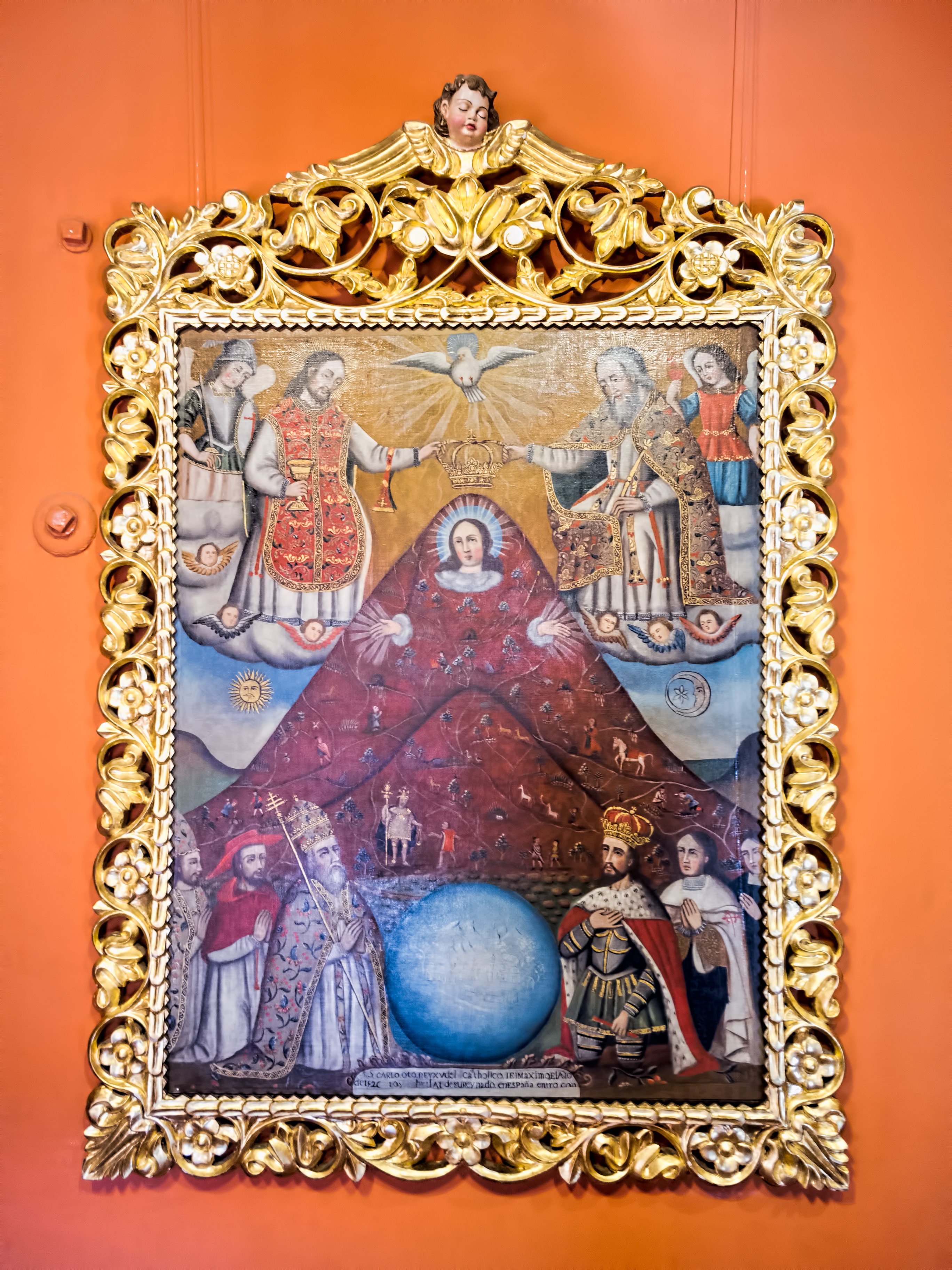
Virgen del Cerro, en el museo de la Casa de Moneda en Potosí, Bolivia

Muchos rituales relacionados con la Pachamama se practican en conjunto con los del cristianismo, hasta el punto que muchas familias son a la vez cristianas y pachamamistas.
Según el erudito Manuel Marzal, en el Perú actual, el culto a la Pachamama, en algunos casos, ha adquirido características cristianas o ha sido reinterpretado dentro de un marco religioso católico. Ritos como la ofrenda a la Pachamama han incorporado “ciertos símbolos y oraciones cristianas” y también han sido “objeto de reinterpretaciones cristianas”, tanto implícitas como explícitas. Una de estas reinterpretaciones es que Pachamama representa la generosidad natural creada por Dios. Para algunos andinos, escribe, "la Pachamama ha perdido su identidad original y se ha convertido en un símbolo de la providencia del Dios único, o [...] una realidad sagrada que alimenta a la humanidad en nombre de Dios".
Un antecedente artístico e histórico de este sincretismo lo constituye la representación de la Virgen Cerro del s XVIII, en la que el Cerro Rico de Potosí es antropomorfizado adquiriendo la imagen de la Virgen.
En la misma línea, el Papa Juan Pablo II, en dos homilías pronunciadas en Perú y Bolivia, identificó el homenaje a la Pachamama como un reconocimiento ancestral de la providencia divina que en cierto sentido prefiguraba una actitud cristiana hacia la creación. El 3 de febrero de 1985 manifestó que “sus antepasados, al pagar tributo a la tierra (Mama Pacha), no hacían más que reconocer la bondad de Dios y su presencia benéfica, que les proveía de alimento a través de la tierra que cultivaban”. El 11 de mayo de 1988 afirmó que Dios “sabe lo que necesitamos de los alimentos que produce la tierra, esa realidad variada y expresiva que sus antepasados llamaron “Pachamama” y que refleja la obra de la divina providencia al ofrecernos sus dones para el bien del hombre”.
Marzal también afirma que para algunos andinos, la Pachamama conserva un “papel intermediario” entre Dios y el hombre dentro de un marco principalmente católico similar al de los santos. Algunos estudiosos etnográficos también han notado una identificación sincrética de Pachamama con la Virgen María.. En Puno, Perú la Pachamama a veces se sincretiza como la Virgen de la Candelaria. En Bolivia, la Pachamama es identificada con la Virgen de Copacabana en La Paz, la Virgen de Urkupiña en Cochabamba, y la Virgen del Socavón en Oruro.

## Uso político
La creencia en la Pachamama ocupa un lugar destacado en la narrativa nacional peruana. El expresidente Alejandro Toledo realizó una inauguración simbólica el 28 de julio de 2001 en la cima de Machu Picchu. La ceremonia contó con un anciano religioso quechua dando una ofrenda a la Pachamama. Algunos intelectuales andinos identifican a la Pachamama como un ejemplo de autoctonismo.
El expresidente boliviano Evo Morales invocó el nombre de Pachamama, además de utilizar un lenguaje y simbolismo que atraía a la población indígena de Bolivia, en discursos a lo largo de su presidencia.

## En la cultura moderna
El cineasta argentino Juan Antin dirigió en 2018 la película francesa de animación Pachamama que evoca directamente a la diosa tierra.
El pintor peruano Herman Braun-Vega presentó en 2018 en la sede de la UNESCO en París su cuadro titulado El don de la Pachamama, característico de los temas recurrentes de su obra, para la última exposición organizada en vida. 